# بخت آباد (جيراقي)
بخت آباد هي بلدة في مقاطعة جيراقجي في ولاية قشقداريا في أوزبكستان.